# Smardzko
Smardzko (deutscher Name Simmatzig) ist ein Dorf in der polnischen Woiwodschaft Westpommern. Es gehört zur Landgemeinde Świdwin (Schivelbein) im Kreis Schivelbein.

## Geografische Lage
Das ehemalige Gutsdorf Smardzko liegt sechs Kilometer östlich der Kreisstadt Świdwin an der Woiwodschaftsstraße Nr. 152 zwischen Świdwin und Połczyn-Zdrój (Bad Polzin). Im Osten begrenzt die Rega den Ort, im Westen ist es die Stadt (Miasto) Świdwin. Smardzko ist Bahnstation an der Strecke Świdwin–Połczyn-Zdrój, die allerdings nur noch zwischen Smardzko und der Kreisstadt als Güterverkehrslinie existiert. Im nördlichen Ortsgebiet befindet sich der ehemalige Gutshof.

## Ortsgeschichte
„Czymartz“ wird im neumärkischen Landbuch 1337 erwähnt und dem Land Schivelbein zugerechnet. 1376 erhält Pfarrer Johannas Dünow sein Amt von Johann von Wedel, dem Herrn von Schivelbein.
1540 kommt Simmatzig an den Johanniterorden, die Kongregation war zeitgleich evangelisch geworden, der regionale Sitz war damals das Schloss Schivelbein mit einem Komtur an der Spitze. Das Dorf unterliegt von 1736 bis 1808 dem Mühlenzwang der Schlossmühle Schivelbein.
Im Jahre 1803 leben hier 148 Einwohner, 1861 sind es 404 und 1939 bereits 431 (in 106 Haushaltungen). Etwa 1882 bestehen auf der Gemarkung des Dorfes zwei Triangulationspunkte, zugehörig zur Station Schivelbein. Vor 1900 entstand ein Molkerei-Verein. 1896 wurde die Eisenbahn-Nebelinie Schivelbein-Simmatzig eröffnet.
1916 bestanden im Ort sechs größere landwirtschaftliche Betriebe, keines dieser Güter hatte die Matrikel noch den konventionellen Rittergutsstatus. Ein Gut mit 419 ha betreute der Leutnant d. R. Hubert Kannenberg. Des Weiteren betrieb der Leutnant d. R. F. Braune ein 169 ha-Anwesen. Willy Dobke verfügte über 151 ha, Otto Kusserow über 98 ha, Friedrich Pagel 161 ha. Der Landwirt Ernst Schütt besaß 287 ha am Ort, letztgenannter Besitz ging nachmals an die Familie Kannenberg. Das Gut von Hubert Kannenberg war mit seiner Herdbuch-Rinderzucht weit über die Grenzen Pommerns hinaus bekannt.

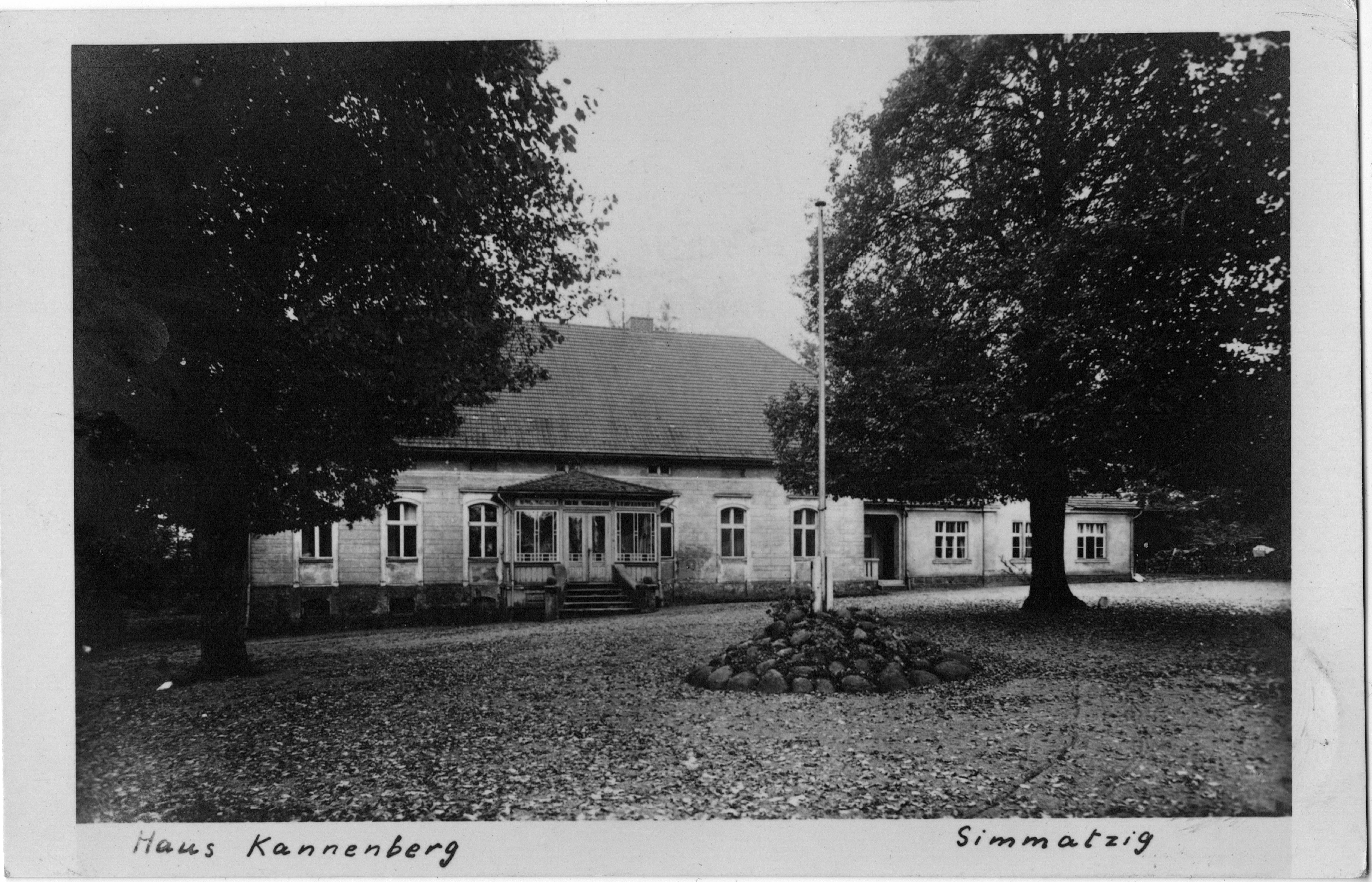
Gut Kannenberg, Herrenhaus, Vorderansicht
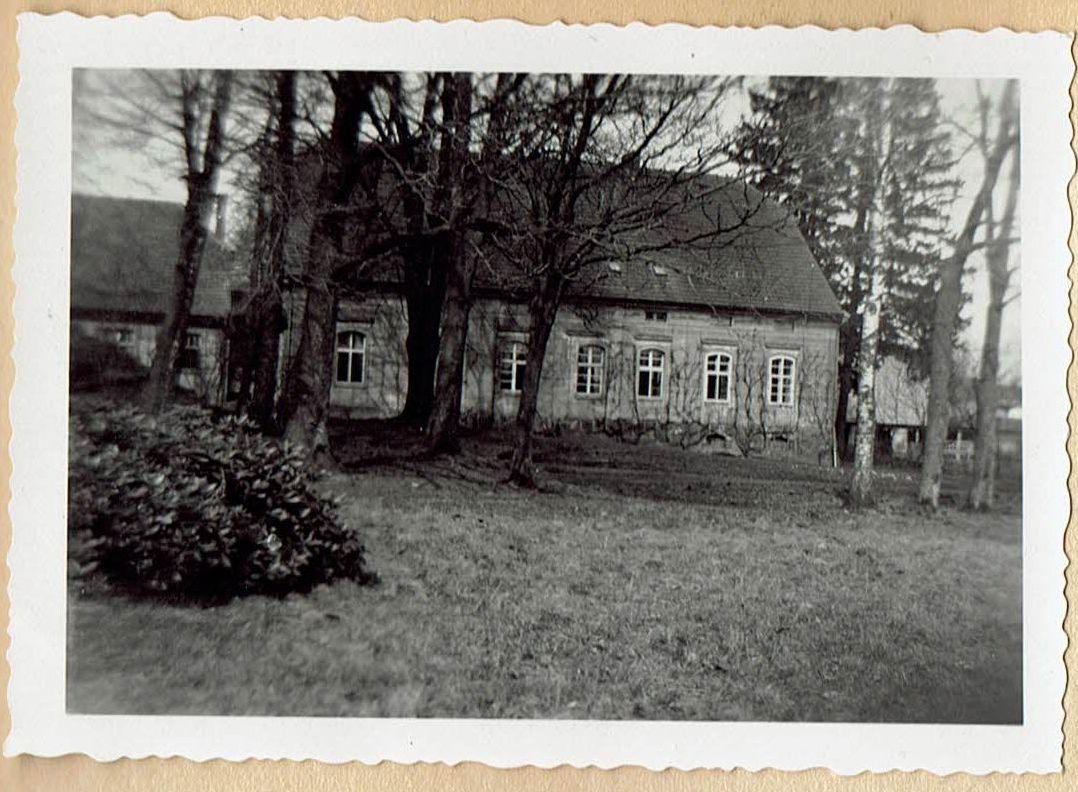
Gut Kannenberg, Rückseite des Herrenhauses

1931 beträgt die Gemeindefläche 1447,1 ha, große fruchtbare Ackerflächen sowie gepflegte Wiesen und das Grünland in der Reganiederung prägten das Ortsbild. 
Mindestens bis 1939 bestanden weiterhin sechs Güter auf der Gemarkung des Dorfes. Hauptmann d. L. Franz Braune bewirtschaftete 171 ha, Oberleutnant d. L. 153 ha, Hauptmann d. R. Hubert Kannenberg 419 ha, Landwirtin Herta Kusserow 98 ha. Das Gut der Familie Pagel war 191 ha groß, das Gut des Erich von Neindorff 243 ha.
Zwischen Simmatzig und Nemmin wurde ein Notlandeflugplatz errichtet, der nach 1945 zu einem großen Flugplatz ausgebaut worden ist.
Bis 1945 lag Simmatzig im Amtsgerichtsbereich Schivelbein. Letzter deutscher Gemeindebürgermeister war Willi Popp, der auch die seit 1889 bestehende Postagentur leitete.
Anfang 1945 kamen zahlreiche Flüchtlingstrecks aus Ostpreußen in den Ort und suchten hier Schutz. Sie wurden mit der Dorfbevölkerung am 3. März 1945 von russischen Truppen eingekesselt. Viele Einwohner wurden in der Folgezeit erschossen oder verschleppt. Gutsbesitzer Hubert Kannenberg wurde bei der Verschleppung auf der Straße nach Bad Polzin erschossen, als ihm beim Laufen die Beine versagten. Im Herbst 1945 erfolgte die Vertreibung der ansässigen Bevölkerung. Simmatzig kam unter polnische Verwaltung und ist als Smardzko heute Teil der Landgemeinde (gmina wiejska) Świdwin.

## Amt Simmatzig
Bis 1945 bildete Simmatzig zusammen mit Nemmin einen eigenen Amtsbezirk, der bis 1932 zum Landkreis Schivelbein gehörte, bis dieser in den Landkreis Belgard (Persante) integriert wurde. Letzter Amtsvorsteher war Willi Dopke.

## Standesamt Simmatzig
Simmatzig und Nemmin waren ebenso zum gemeinsamen Standesamtsbezirk verbunden. Letzte deutsche Standesbeamte waren Alwin Schülke und ab 1934 Otto Korth.

## Kirche

### Kirchengemeinde
Die Kirchengemeinde Simmatzig, für die 1376 bereits ein eigener Pfarrer genannt wird, war bis 1945 Teil des Kirchspiels der Marienkirche Schivelbein. Der Geistliche der dortigen 2. Pfarrstelle (zuletzt Pfarrer Detlv Rewald) war für Simmatzig, das 1940 immerhin 500 Gemeindeglieder zählte, zuständig. Der Ort lag im Kirchenkreis Schivelbein in der Kirchenprovinz Pommern der evangelischen Kirche der Altpreußischen Union.
Heute gehört Smardzko zum Kirchspiel Koszalin (Köslin) in der Diözese Pommern-Großpolen der polnischen Evangelisch-Augsburgischen Kirche. Kirchort ist Świdwin.

### Dorfkirche
Die Simmatziger Kirche ist ein dreiseitig geschlossener Fachwerkbau. Auf der Westseite ist ein Dachreiter mit eingezogenem Helm und einer Wetterfahne von 1717 angebracht. Das Gotteshaus liegt auf einem Hügel und ist von alten Bäumen umgeben.

## Schule
Als Lehrer der Simmatziger Schule sind die Namen von Egon Augspurg (bis 1929) und zuletzt Otto Korth (bis 1945) bekannt.

## Persönlichkeiten
- Erich von Neindorff (1894–1993), Politiker (NSDAP), war Gutsbesitzer im Ort
- Hans Marquardt (1920–2004), einer der bedeutendsten Verleger der DDR, wurde in Simmatzig geboren